# Heteropalpus pretiosus
Heteropalpus pretiosus là một loài bọ cánh cứng trong họ Cerambycidae.